# 107 mm armata wz. 1910/30
107 mm armata wz. 1910/30 (ros. 107-мм пушка образца 1910/30 года) – radziecka armata polowa zmodernizowana wersja armaty wz. 1910.

## Historia
W 1910 roku do uzbrojenia armii rosyjskiej została przyjęta armata kalibru 107 mm, skonstruowana przez firmę Schneider. W 1930 rozpoczęto prace nad modernizacją działa, której rezultatem miało być zwiększenie donośności. Prototypy zmodernizowanych dział powstały w biurach konstrukcyjnych KB NTK GAU i KB OAT. Po próbach do uzbrojenia postanowiono przyjąć działo zmodyfikowane według projektu KB NTK GAU. Miało ono lufę przedłużoną o 10 kalibrów, hamulec wylotowy, powiększoną komorę nabojową przystosowaną do pomieszczenia nowych, rozdzielnie ładowanych łusek i pocisków dalekonośnych. W rezultacie modernizacji zwiększono maksymalna donośność działa z 12,5 km do ponad 16 km. Nowa wersja została w 1931 roku przyjęta do uzbrojenia jako 107 mm armata wz. 1910/30. Zmodernizowano do nowego standardu 139 dział wz. 1910, a później rozpoczęto również produkcję nowych dział w zmodernizowanej wersji.
22 czerwca 1941 Armia Czerwona miała na stanie 862 działa tego zmodernizowanego typu. Były one uzbrojeniem pułków artylerii korpuśnej i dywizjonów artylerii fortecznej.
Następczynią tej broni miała być 107 mm armata dywizyjna wz. 1940 (M-60), która jednak nie weszła do masowej produkcji. Ostatecznie armaty wz. 1910/30 zostały zastąpione przez 100 mm armaty BS-3.